# Parafia Wniebowzięcia Najświętszej Maryi Panny w Gorajcu-Starej Wsi
Parafia Wniebowzięcia Najświętszej Maryi Panny w Gorajcu-Starej Wsi – parafia rzymskokatolicka znajdująca się w dekanacie Szczebrzeszyn, w diecezji zamojsko-lubaczowskiej.

## Historia
Parafię erygował 30 czerwca 1957 roku bp Piotr Kałwa, przez 25 lat parafianie korzystali z drewnianej kaplicy. Inicjatorem i organizatorem budowy kościoła był ks. Michał Radej (1922–2011), który mianowany proboszczem w 1957 r. funkcję tę pełnił przez 41 lat. Kościół według projektu prof. Jana Bogusławskiego budowano przez 7 lat (1975–1982). Głównym materiałem budowlanym był ręcznie ciosany, roztoczański piaskowiec z okolic Józefowa. Posadzka w świątyni jest marmurowa, dach z blachy miedzianej obecnie pokrywa naturalna patyna, w oknach znajdują się witraże, a wewnątrz 22-głosowe organy. 

## Zasięg terytorialny
Do parafii należą wierni z Dzielc, Gorajca-Starej Wsi (w tym Tokarki), Gorajca-Zagrobli, Gorajca-Zagrobli Kolonii, Gorajca-Zastawia, Podborcza.

## Proboszczowie
- ks. Michał Radej (1957–1998)
- ks. Grzegorz Kuzdra, administrator (1993–1998), proboszcz (1998–1999)
- ks. Zbigniew Szczygieł (1999–2020)[4]
- ks. Krzysztof Bylina (od 2020)[1]